# Gương mặt thân quen Nhí (mùa 2)
Gương mặt thân quen Nhí mùa thứ hai được phát được phát được phát sóng từ 2 tháng 10 đến 25 tháng 12 năm 2015 được phát sóng vào lúc 21h15 thứ 6 trên VTV3

## Thí sinh
Mùa thứ hai gồm các cặp thí sinh:
| Thí sinh                                | Kết quả |
| --------------------------------------- | ------- |
| Bé Hoàng Quân (Bé Ben) –HLV Khương Ngọc | Vô địch |
| Bé Bảo Ngọc – HLV Phan Ngọc Luân        | Á quân  |
| Bé Gia Quý –HLV Khánh Ngọc              | Hạng 3  |
| Bé Phương Mỹ Chi –HLV Nam Cường         | Hạng 4  |
| Bé Trang Thư – HLVThúy Uyên             | Hạng 5  |
| Bé Minh Khang –HLV Lan Phương           | Hạng 6  |

Giải phụ
- Cặp thí sinh được yêu thích nhất do khán giả bình chọn: Bé Phương Mỹ Chi – Nam Cường (49,9%).
- Cặp thí sinh nỗ lực nhất do ban tổ chức bình chọn: Bé Minh Khang – Lan Phương.
- Cặp thí sinh thân thiện nhất do ban tổ chức bình chọn: Bé Bảo Ngọc – Phan Ngọc Luân.

## Bảng điểm các tuần
| Thí sinh                   | Tuần 1                            | Tuần 2                             | Tuần 3                             | Tuần 4                             | Tuần 5                            | Tuần 6                           | Tuần 7                             | Tuần 8                         | Tuần 9                             | Tuần 10                            | Tuần 11                            | Tuần 12                            | Tuần 13                          | Tổng |
| -------------------------- | --------------------------------- | ---------------------------------- | ---------------------------------- | ---------------------------------- | --------------------------------- | -------------------------------- | ---------------------------------- | ------------------------------ | ---------------------------------- | ---------------------------------- | ---------------------------------- | ---------------------------------- | -------------------------------- | ---- |
| Bé Hoàng Quân Khương Ngọc  | Hạng 1 34 điểm                    | Hạng 3 30 điểm                     | Hạng 6 22 điểm                     | Hạng 3 28 điểm                     | Hạng 1 36 điểm                    | Hạng 2 32 điểm                   | Hạng 3 31 điểm                     | Hạng 2 31 điểm                 | Hạng 5 25 điểm                     | Hạng 1 36 điểm                     | Hạng 5 23 điểm                     | Hạng 5 23 điểm                     | Hạng 1                           | 350  |
| Bé Bảo Ngọc Phan Ngọc Luân | Hạng 4 27 điểm                    | Hạng 1 36 điểm                     | Hạng 5 24 điểm                     | Hạng 3 28 điểm                     | Hạng 3 30 điểm                    | Hạng 5 23 điểm                   | Hạng 5 24 điểm                     | Hạng 4 29 điểm                 | Hạng 2 32 điểm                     | Hạng 4 28 điểm                     | Hạng 2 31 điểm                     | Hạng 4 29 điểm                     | Hạng 2                           | 341  |
| Bé Gia Quý Khánh Ngọc      | Hạng 6 22 điểm                    | Hạng 4 25 điểm                     | Hạng 2 34 điểm                     | Hạng 1 36 điểm                     | Hạng 5 24 điểm                    | Hạng 4 27 điểm                   | Hạng 4 26 điểm                     | Hạng 1 36 điểm                 | Hạng 4 28 điểm                     | Hạng 2 33 điểm                     | Hạng 4 28 điểm                     | Hạng 6 22 điểm                     | Hạng 3                           | 341  |
| Bé Phương Mỹ Chi Nam Cường | Hạng 2 34 điểm                    | Hạng 4 25 điểm                     | Hạng 1 35 điểm                     | Hạng 6 21 điểm                     | Hạng 2 31 điểm                    | Hạng 3 31 điểm                   | Hạng 6 22 điểm                     | Hạng 3 30 điểm                 | Hạng 1 36 điểm                     | Hạng 6 21 điểm                     | Hạng 1 36 điểm                     | Hạng 1 34 điểm                     | Hạng 4                           | 356  |
| Bé Trang Thư Thúy Uyên     | Hạng 5 25 điểm                    | Hạng 2 31 điểm                     | Hạng 3 28 điểm                     | Hạng 2 32 điểm                     | Hạng 4 27 điểm                    | Hạng 6 22 điểm                   | Hạng 1 36 điểm                     | Hạng 6 22 điểm                 | Hạng 3 30 điểm                     | Hạng 3 29 điểm                     | Hạng 6 22 điểm                     | Hạng 3 30 điểm                     | Hạng 5                           | 334  |
| Bé Minh Khang Lan Phương   | Hạng 3 29 điểm                    | Hạng 6 24 điểm                     | Hạng 3 28 điểm                     | Hạng 5 26 điểm                     | Hạng 6 23 điểm                    | Hạng 1 36 điểm                   | Hạng 2 32 điểm                     | Hạng 5 23 điểm                 | Hạng 6 21 điểm                     | Hạng 5 24 điểm                     | Hạng 2 31 điểm                     | Hạng 2 33 điểm                     | Hạng 6                           | 330  |
|                            |                                   |                                    |                                    |                                    |                                   |                                  |                                    |                                |                                    |                                    |                                    |                                    |                                  |      |
| Thắng                      | Bé Hoàng Quân Khương Ngọc 34 điểm | Bé Bảo Ngọc Phan Ngọc Luân 36 điểm | Bé Phương Mỹ Chi Nam Cường 35 điểm | Bé Gia Quý Khánh Ngọc 36 điểm      | Bé Hoàng Quân Khương Ngọc 36 điểm | Bé Minh Khang Lan Phương 36 điểm | Bé Trang Thư Thúy Uyên 36 điểm     | Bé Gia Quý Khánh Ngọc 36 điểm  | Bé Phương Mỹ Chi Nam Cường 36 điểm | Bé Hoàng Quân Khương Ngọc 36 điểm  | Bé Phương Mỹ Chi Nam Cường 36 điểm | Bé Phương Mỹ Chi Nam Cường 34 điểm | Bé Hoàng Quân Khương Ngọc HẠNG 1 |      |
| Xếp Cuối                   | Bé Gia Quý Khánh Ngọc 22 điểm     | Bé Minh Khang Lan Phương 24 điểm   | Bé Hoàng Quân Khương Ngọc 22 điểm  | Bé Phương Mỹ Chi Nam Cường 21 điểm | Bé Minh Khang Lan Phương 23 điểm  | Bé Trang Thư Thúy Uyên 22 điểm   | Bé Phương Mỹ Chi Nam Cường 22 điểm | Bé Trang Thư Thúy Uyên 22 điểm | Bé Minh Khang Lan Phương 21 điểm   | Bé Phương Mỹ Chi Nam Cường 21 điểm | Bé Trang Thư Thúy Uyên 22 điểm     | Bé Gia Quý Khánh Ngọc 22 điểm      |                                  |      |

     Cặp thí sinh thắng trong tuần.
     Cặp thí sinh xếp cuối trong tuần.
     Cặp thí sinh thắng trong mùa giải.

## Nhân vật hóa thân
| Tuần    | Bé Hoàng Quân – Khương Ngọc        | Bé Hoàng Quân – Khương Ngọc | Bé Bảo Ngọc – Phan Ngọc Luân | Bé Bảo Ngọc – Phan Ngọc Luân                 | Bé Gia Quý – Khánh Ngọc       | Bé Gia Quý – Khánh Ngọc          | Bé Phương Mỹ Chi – Nam Cường        | Bé Phương Mỹ Chi – Nam Cường               | Bé Trang Thư – Thúy Uyên          | Bé Trang Thư – Thúy Uyên                 | Bé Minh Khang – Lan Phương      | Bé Minh Khang – Lan Phương       | Khách mời                |
| Tuần    | Nhân vật                           | Bài hát                     | Nhân vật                     | Bài hát                                      | Nhân vật                      | Bài hát                          | Nhân vật                            | Bài hát                                    | Nhân vật                          | Bài hát                                  | Nhân vật                        | Bài hát                          | Khách mời                |
| ------- | ---------------------------------- | --------------------------- | ---------------------------- | -------------------------------------------- | ----------------------------- | -------------------------------- | ----------------------------------- | ------------------------------------------ | --------------------------------- | ---------------------------------------- | ------------------------------- | -------------------------------- | ------------------------ |
| 1       | Toy-Box                            | Tarzan and Jane             | NSƯT Thanh Ngân              | Miền Tây quê tôi                             | Elvis Phương                  | LK: Tôi muốn & Yêu đời yêu người | Jennifer Lopez                      | Let's Get Loud                             | Mỹ Linh                           | Tự nguyện                                | Bruno Mars                      | Uptown Funk                      | Thí sinh GMTQ Nhí Mùa 1  |
| 2       | Quang Linh                         | Tôi yêu                     | Thanh Lam                    | Hồ trên núi                                  | Ngọc Sơn                      | Tình cha                         | Sunny Suwanmethanon & Ice Preechaya | ABC                                        | China Dolls                       | Koo Gud                                  | Thế Hiển                        | Nhong Nhong Nhong                | Quốc Đại                 |
| 3       | Michael Bublé                      | Save the Last Dance for Me  | Boney M                      | LK: Rasputin & Bahama Mama                   | Big Bang                      | Bang Bang Bang                   | NSƯT Măng Thị Hội                   | Bóng cây Kơ-Nia                            | NSƯT Xuân Hinh & NSƯT Thanh Ngoan | Trích đoạn:Bói ông bói bà (chèo cổ)      | Uudam                           | Gặp mẹ trong mơ                  | Đàm Vĩnh Hưng, bé Lan Vy |
| 4       | Minh Thuận & Nhật Hào              | Chiếc thuyền nan            | Ánh Tuyết                    | Bức họa đồng quê                             | NSƯT Thanh Sang               | Trích đoạn:Bên cầu dệt lụa       | Phan Đinh Tùng                      | Hào khí Việt Nam                           | James Brown                       | I Feel Good                              | Elvis Presley                   | Blue Suede Shoes                 | Bé Ju Uyên Nhi, Kyo York |
| 5       | Pharrell Williams                  | Happy                       | Mr. T                        | Bản sắc Việt Nam                             | Tuấn Hưng                     | Vũ điệu thần tiên                | Engelbert Humperdinck               | Quando, Quando, Quando                     | Trang Nhung                       | Tiếng đàn Ta-lư                          | Chelsea                         | LK: Kalinka & Kachiusa           | Ngô Kiến Huy             |
| 6       | NSƯT Trường Sơn & NSƯT Kim Tử Long | Trích đoạn: Phụng Nghi Đình | T-ara                        | Bo Peep Bo Peep                              | Ritchie Valens                | La Bamba                         | Mỹ Tâm                              | Cây đàn sinh viên                          | Cẩm Ly                            | Chị đi tìm em                            | Michael Jackson                 | Beat It                          | Quang Hà                 |
| 7       | Gérard Darmon                      | Mambo Italiano              | Aqua                         | Barbie Girl                                  | Hoài Lâm                      | Sa mưa giông                     | Thu Phương                          | Thư pháp                                   | Selena Gomez                      | Come & Get It                            | Đan Trường                      | Anh Ba Khía                      | Nhật Thủy                |
| 8       | Thanh Duy                          | Tôi thích                   | NSƯT Vân Khánh               | Lý 10 thương                                 | Kasim Hoàng Vũ                | Ngọn Lửa Cao Nguyên              | Madonna                             | Holiday                                    | Trinh Trinh                       | Trích đoạn:Thanh Gươm Và Nữ Tướng        | Bill & Brod                     | Bsingkong Dan Keju               | Cao Thái Sơn             |
| 9       | Mario Maurer                       | Oh La Naw My Love           | Đàm Vĩnh Hưng                | Ô kìa đời bỗng vui                           | Trúc Nhân                     | Bác làm vườn và con chim sâu     | Hà Phương                           | Mẹ tôi                                     | Lady Gaga                         | Applause                                 | EXO                             | Growl                            |                          |
| 10 (*)  | Taeyang & G-Dragon (với Thúy Uyên) | Good Boy                    | Triệu Vy (với Lan Phương)    | Có một cô gái (Hoàn Châu Cách Cách)          | Eagles (với Phan Ngọc Luân)   | Hotel California                 | Bảo Yến (với Khánh Ngọc)            | LK:Huế tình yêu của tôi – Mưa trên phố Huế | Hiền Thục (với Khương Ngọc)       | LK: Câu chuyện tình tôi & Nhật ký của mẹ | Noo Phước Thịnh (với Nam Cường) | Đám cưới chuột                   | Hà Thúy Anh              |
| 11      | Quách Tuấn Du                      | Mẹ tôi                      | Siu Black                    | Đôi mắt Pleiku                               | Isaac                         | Hai cô tiên                      | Đặng Lệ Quân                        | Hoa dại bên đường                          | Thùy Chi                          | Giấc mơ trưa                             | Fools Garden                    | Lemon Tree                       | Chí Thiện, bé Bảo An     |
| 12      | Sơn Tùng M-TP                      | Không phải dạng vừa đâu     | Tóc Tiên                     | Hoa cỏ mùa xuân                              | Tùng Dương                    | Bài ca trên núi                  | NSƯT Diệu Hiền                      | Trích đoạn: Nhụy Kiều tướng quân           | Hương Thủy                        | Mẹ từ bi                                 | Europe                          | Final Countdown                  | Tiêu Châu Như Quỳnh      |
| 13 (**) | Nghệ nhân Trọng Quỳnh              | Hát văn chầu bát            | Bạch Long                    | Trích đoạn cải lương: Trần Quốc Toản ra quân | Nghệ nhân dân gian Thanh Long | Ông hoàng mười                   | Phi Nhung                           | LK: Bạc Liêu hoài cổ – Ngợi ca quê hương   | Katy Perry                        | Firework                                 | PSY                             | Liên khúc: Daddy – Gangnam style | Thanh Duy, Nhật Thủy     |

     Cặp thí sinh thắng trong tuần.
     Cặp thí sinh thắng trong mùa giải.
(*) Ở tuần 10, các thí sinh nhí sẽ hoán đổi để bắt cặp với các thí sinh lớn khác.
(**) Tuần 13 – Chung kết, chỉ có 4 cặp thí sinh gồm bé Phương Mỹ Chi – Nam Cường, bé Hoàng Quân – Khương Ngọc, bé Gia Quý – Khánh Ngọc và Bé Bảo Ngọc – Phan Ngọc Luân tiếp tục dự thi. 2 cặp thí sinh còn lại bé Trang Thư – Thúy Uyên và bé Minh Khang – Lan Phương tham gia đêm chung kết với tư cách khách mời.

## Kết quả biểu diễn
Tuần 1
| 1         | Bé Minh Khang – Lan Phương   | "Uptown Funk" (Sáng tác: Jeff Bhasker, Philip Lawrence, Bruno Mars, Mark Ronson,...) | Bruno Mars      | 8  | 10 | 11 | 29 | 3  |  |  |  |  |  |  |
| 2         | Bé Gia Quý – Khánh Ngọc      | Liên khúc: "Tôi muốn" – "Yêu đời yêu người" (Sáng tác: Lê Hựu Hà)                    | Elvis Phương    | 7  | 8  | 7  | 22 | 6  |  |  |  |  |  |  |
| 3         | Bé Hoàng Quân – Khương Ngọc  | "Tarzan and Jane" (Sáng tác: Per Holm, Toy-Box)                                      | Toy-Box         | 11 | 11 | 12 | 34 | 1* |  |  |  |  |  |  |
| 4         | Bé Bảo Ngọc – Phan Ngọc Luân | "Miền Tây quê tôi" (Sáng tác: Cao Minh Thu)                                          | NSƯT Thanh Ngân | 9  | 9  | 9  | 27 | 4  |  |  |  |  |  |  |
| 5         | Bé Phương Mỹ Chi – Nam Cường | "Let's Get Loud" (Sáng tác: Gloria Estefan, Kike Santander)                          | Jennifer Lopez  | 12 | 12 | 10 | 34 | 2* |  |  |  |  |  |  |
| 6         | Bé Trang Thư – Thúy Uyên     | "Tự nguyện" (Sáng tác: Trương Quốc Khánh)                                            | Mỹ Linh         | 10 | 7  | 8  | 25 | 5  |  |  |  |  |  |  |
|           |                              |                                                                                      |                 |    |    |    |    |    |  |  |  |  |  |  |
| Khách mời | Thí sinh GMTQ Nhí Mùa 1      | "Ra Khơi" Phỏng theo Dân ca Nam Trung Bộ                                             |                 |    |    |    |    |    |  |  |  |  |  |  |

- Giám khảo Hồng Vân chọn Hoàng Quân và Khương Ngọc, vì Hoàng Quân và Khương Ngọc có cùng 34 điểm với Phương Mỹ Chi và Nam Cường.

Tuần 2
| 1         | Bé Hoàng Quân – Khương Ngọc  | "Tôi yêu" (Sáng tác: Phương Uyên)                                                | Quang Linh                          | 11 | 10 | 9  | 30 | 3 |  |  |  |  |  |  |
| 2         | Bé Minh Khang – Lan Phương   | "Nhong nhong nhong" (Sáng tác: NSƯT Thế Hiển)                                    | NSƯT Thế Hiển                       | 8  | 9  | 7  | 24 | 6 |  |  |  |  |  |  |
| 3         | Bé Gia Quý – Khánh Ngọc      | "Tình cha" (Sáng tác: Ngọc Sơn)                                                  | Ngọc Sơn                            | 9  | 8  | 8  | 25 | 4 |  |  |  |  |  |  |
| 4         | Bé Trang Thư – Thúy Uyên     | "Koo Gud" (Sáng tác: Bird Thongchai)                                             | China Dolls                         | 10 | 11 | 10 | 31 | 2 |  |  |  |  |  |  |
| 5         | Bé Bảo Ngọc – Phan Ngọc Luân | "Hồ trên núi" (Sáng tác: Phó Đức Phương)                                         | Thanh Lam                           | 12 | 12 | 12 | 36 | 1 |  |  |  |  |  |  |
| 6         | Bé Phương Mỹ Chi – Nam Cường | "ABC" (Bài hát trong phim "I fine thank you love you: Tựa phim Việt "Nữ gia sư") | Sunny Suwanmethanon & Ice Preechaya | 7  | 7  | 11 | 25 | 4 |  |  |  |  |  |  |
|           |                              |                                                                                  |                                     |    |    |    |    |   |  |  |  |  |  |  |
| Khách mời | Quốc Đại                     | "Đồng dao ơi" (Sáng tác: Trương Quang Tuấn)                                      |                                     |    |    |    |    |   |  |  |  |  |  |  |

Tuần 3
| 1         | Bé Bảo Ngọc – Phan Ngọc Luân | Liên khúc: "Rasputin" – "Bahama Mama" (Sáng tác: Frank Farian, Fred Jay, Matti Veli Paurlinen...) | Boney M                           | 8  | 9  | 7  | 24 | 5 |  |  |  |  |  |  |
| 2         | Bé Phương Mỹ Chi – Nam Cường | "Bóng cây Kơ-nia" (Sáng tác: Phan Huỳnh Điểu – Thơ: Ngọc Anh)                                     | NSƯT Măng Thị Hội                 | 11 | 12 | 12 | 35 | 1 |  |  |  |  |  |  |
| 3         | Bé Hoàng Quân – Khương Ngọc  | "Save The Last Dance for Me" (Sáng tác: Doc Pomus, Mort Shuman)                                   | Michael Bublé                     | 7  | 7  | 8  | 22 | 6 |  |  |  |  |  |  |
| 4         | Bé Minh Khang – Lan Phương   | "Gặp mẹ trong mơ" (Nhạc nước ngoài – Lời Việt: Lê Tự Minh)                                        | Uudam                             | 10 | 8  | 10 | 28 | 3 |  |  |  |  |  |  |
| 5         | Bé Trang Thư – Thúy Uyên     | Trích đoạn: "Bói ông bói bà" (chèo cổ)                                                            | NSƯT Xuân Hinh & NSƯT Thanh Ngoan | 9  | 10 | 9  | 28 | 3 |  |  |  |  |  |  |
| 6         | Bé Gia Quý – Khánh Ngọc      | "Bang Bang Bang" (Sáng tác: Teddy, G-Dragon, T.O.P)                                               | Big Bang                          | 12 | 11 | 11 | 34 | 2 |  |  |  |  |  |  |
|           |                              |                                                                                                   |                                   |    |    |    |    |   |  |  |  |  |  |  |
| Khách mời | Đàm Vĩnh Hưng                | "Nghĩ về cha" (Sáng tác: Nguyễn Nhất Huy)                                                         |                                   |    |    |    |    |   |  |  |  |  |  |  |
| Khách mời | Bé Lan Vy                    | "Nghĩ về cha" (Sáng tác: Nguyễn Nhất Huy)                                                         |                                   |    |    |    |    |   |  |  |  |  |  |  |

Tuần 4
| 1         | Bé Trang Thư – Thúy Uyên     | "I Feel Good" (Sáng tác: James Brown)                                    | James Brown                     | 10 | 11 | 11 | 32 | 2 |  |  |  |  |  |  |
| 2         | Bé Hoàng Quân – Khương Ngọc  | "Chiếc thuyền nan" (Nhạc nước ngoài – Lời Việt: Minh Lương, Hồ Tấn Vinh) | Minh Thuận & Nhật Hào           | 8  | 10 | 10 | 28 | 3 |  |  |  |  |  |  |
| 3         | Bé Bảo Ngọc – Phan Ngọc Luân | "Bức họa đồng quê" (Sáng tác: Văn Phụng)                                 | Ánh Tuyết                       | 11 | 9  | 8  | 28 | 3 |  |  |  |  |  |  |
| 4         | Bé Minh Khang – Lan Phương   | "Blue Suede Shoes" (Sáng tác: Carl Perkins)                              | Elvis Presley                   | 9  | 8  | 9  | 26 | 5 |  |  |  |  |  |  |
| 5         | Bé Gia Quý – Khánh Ngọc      | Trích đoạn: "Bên cầu dệt lụa" (Sáng tác: Thế Châu)                       | NSƯT Thanh Sang (vai Trần Minh) | 12 | 12 | 12 | 36 | 1 |  |  |  |  |  |  |
| 6         | Bé Phương Mỹ Chi – Nam Cường | "Hào khí Việt Nam" (Sáng tác: Holy Thắng)                                | Phan Đinh Tùng                  | 7  | 7  | 7  | 21 | 6 |  |  |  |  |  |  |
|           |                              |                                                                          |                                 |    |    |    |    |   |  |  |  |  |  |  |
| Khách mời | Bé Ju Uyên Nhi               | "Ôi quê tôi" (Sáng tác: Lê Minh Sơn)                                     |                                 |    |    |    |    |   |  |  |  |  |  |  |
| Khách mời | Kyo York                     | "Ôi quê tôi" (Sáng tác: Lê Minh Sơn)                                     |                                 |    |    |    |    |   |  |  |  |  |  |  |

Tuần 5
| 1         | Bé Hoàng Quân – Khương Ngọc  | "Happy" (Sáng tác: Pharrell Williams)                                                     | Pharrell Williams     | 12 | 12 | 12 | 36 | 1 |  |  |  |  |  |  |
| 2         | Bé Trang Thư – Thúy Uyên     | "Tiếng Đàn Ta-lư" (Sáng tác: Huy Thục)                                                    | Trang Nhung           | 11 | 8  | 8  | 27 | 4 |  |  |  |  |  |  |
| 3         | Bé Minh Khang – Lan Phương   | Liên khúc: "Kalinka" – "Kachiusa" (Sáng tác: Ivan Petrovich Larionov, Matvey Blanter,...) | Chelsea               | 7  | 7  | 9  | 23 | 6 |  |  |  |  |  |  |
| 4         | Bé Bảo Ngọc – Phan Ngọc Luân | "Bản sắc Việt Nam" (Sáng tác: Mr. T)                                                      | Mr. T                 | 10 | 10 | 10 | 30 | 3 |  |  |  |  |  |  |
| 5         | Bé Phương Mỹ Chi – Nam Cường | "Quando, Quando, Quando" (Sáng tác: Tony Renis - Lời: Ervin Drake)                        | Engelbert Humperdinck | 9  | 11 | 11 | 31 | 2 |  |  |  |  |  |  |
| 6         | Bé Gia Quý – Khánh Ngọc      | "Vũ điệu thần tiên" (Sáng tác: Minh Châu)                                                 | Tuấn Hưng             | 8  | 9  | 7  | 24 | 5 |  |  |  |  |  |  |
|           |                              |                                                                                           |                       |    |    |    |    |   |  |  |  |  |  |  |
| Khách mời | Ngô Kiến Huy                 | "Lời ru một đời" (Sáng tác: Nguyễn Hồng Thuận)                                            |                       |    |    |    |    |   |  |  |  |  |  |  |

Tuần 6
| 1         | Bé Gia Quý – Khánh Ngọc      | "La Bamba" (Sáng tác: Ritchie Valens)                              | Ritchie Valens                     | 9  | 9  | 9  | 27 | 4 |  |  |  |  |  |  |
| 2         | Bé Trang Thư – Thúy Uyên     | "Chị đi tìm em" (Sáng tác: Vũ Quốc Việt)                           | Cẩm Ly                             | 7  | 8  | 7  | 22 | 6 |  |  |  |  |  |  |
| 3         | Bé Minh Khang – Lan Phương   | "Beat It" (Sáng tác: Michael Jackson)                              | Michael Jackson                    | 12 | 12 | 12 | 36 | 1 |  |  |  |  |  |  |
| 4         | Bé Hoàng Quân – Khương Ngọc  | Trích đoạn: "Phụng Nghi Đình" (Sáng tác: Minh Tơ, NSND Thanh Tòng) | NSƯT Trường Sơn & NSƯT Kim Tử Long | 11 | 11 | 10 | 32 | 2 |  |  |  |  |  |  |
| 5         | Bé Bảo Ngọc – Phan Ngọc Luân | "Bo Peep Bo Peep" (Sáng tác: Shinsadong Tiger, Choi Gyu Sung)      | T-ara                              | 8  | 7  | 8  | 23 | 5 |  |  |  |  |  |  |
| 6         | Bé Phương Mỹ Chi – Nam Cường | "Cây đàn sinh viên" (Sáng tác: Quốc Anh – Lời: Thuận Thiên)        | Mỹ Tâm                             | 10 | 10 | 11 | 31 | 3 |  |  |  |  |  |  |
|           |                              |                                                                    |                                    |    |    |    |    |   |  |  |  |  |  |  |
| Khách mời | Quang Hà                     | "Cho con" (Sáng tác: Phạm Trọng Cầu – Thơ: Tuấn Dũng)              |                                    |    |    |    |    |   |  |  |  |  |  |  |

Tuần 7
| 1         | Bé Hoàng Quân – Khương Ngọc  | "Mambo Italiano" (Sáng tác: Bob Merrill)                                    | Gérard Darmon | 11 | 10 | 10 | 31 | 3 |  |  |  |  |  |  |
| 2         | Bé Minh Khang – Lan Phương   | "Anh Ba Khía" Sáng tác: Sơn Hạ                                              | Đan Trường    | 10 | 11 | 11 | 32 | 2 |  |  |  |  |  |  |
| 3         | Bé Phương Mỹ Chi – Nam Cường | "Thư Pháp" Sáng tác: Nguyễn Duy Hùng                                        | Thu Phương    | 8  | 7  | 7  | 22 | 6 |  |  |  |  |  |  |
| 4         | Bé Bảo Ngọc – Phan Ngọc Luân | "Barbie Girl" Sáng tác: Søren Rasted, Claus Norreen, René Dif               | Aqua          | 7  | 8  | 9  | 24 | 5 |  |  |  |  |  |  |
| 5         | Bé Gia Quý – Khánh Ngọc      | "Sa Mưa Giông" Sáng tác: Bắc Sơn                                            | Hoài Lâm      | 9  | 9  | 8  | 26 | 4 |  |  |  |  |  |  |
| 6         | Bé Trang Thư – Thúy Uyên     | "Come & Get It" Sáng tác: Ester Dean, Mikkel S. Eriksen, Tor Erik Hermansen | Selena Gomez  | 12 | 12 | 12 | 36 | 1 |  |  |  |  |  |  |
|           |                              |                                                                             |               |    |    |    |    |   |  |  |  |  |  |  |
| Khách mời | Nhật Thủy                    | "Lời ru Cho Con" Sáng tác: Xuân Phương - Thơ: Kiều Anh                      |               |    |    |    |    |   |  |  |  |  |  |  |

Tuần 8
| 1         | Bé Phương Mỹ Chi – Nam Cường | "Holiday" Sáng tác: Curtis Hudson, Lisa Stevens                                              | Madonna        | 9  | 10 | 11 | 30 | 3 |  |  |  |  |  |  |
| 2         | Bé Minh Khang – Lan Phương   | "Bsingkong Dan Keju" Sáng tác: Arie Wibowo                                                   | Bill & Brod    | 7  | 8  | 8  | 23 | 5 |  |  |  |  |  |  |
| 3         | Bé Hoàng Quân – Khương Ngọc  | "Tôi Thích" Sáng tác: Phương Uyên                                                            | Thanh Duy      | 11 | 11 | 9  | 31 | 2 |  |  |  |  |  |  |
| 4         | Bé Trang Thư – Thúy Uyên     | Trích đoạn: Thanh Gươm Và Nữ Tướng Sáng tác: Thúy Linh, Hoàng Yến - Chuyên thế: Nhóm Minh Tơ | Trinh Trinh    | 8  | 7  | 7  | 22 | 6 |  |  |  |  |  |  |
| 5         | Bé Bảo Ngọc – Phan Ngọc Luân | "Lý 10 Thương" Dân ca Huế                                                                    | NSƯT Vân Khánh | 10 | 9  | 10 | 29 | 4 |  |  |  |  |  |  |
| 6         | Bé Gia Quý – Khánh Ngọc      | "Ngọn Lửa Cao Nguyên" Sáng tác: Trần Tiến                                                    | Kasim Hoàng Vũ | 12 | 12 | 12 | 36 | 1 |  |  |  |  |  |  |
|           |                              |                                                                                              |                |    |    |    |    |   |  |  |  |  |  |  |
| Khách mời | Cao Thái Sơn                 | "Mong uớc kỷ niệm xưa" Sáng tác: Xuân Phương                                                 |                |    |    |    |    |   |  |  |  |  |  |  |

Tuần 9
| # | Thí sinh                     | Bài hát                                                                            | Nhân vật      | Kết quả BGK | Kết quả BGK | Kết quả BGK   | Tổng | Hạng |
| # | Thí sinh                     | Bài hát                                                                            | Nhân vật      | Mỹ Linh     | Hoài Linh   | NSND Hồng Vân | Tổng | Hạng |
| - | ---------------------------- | ---------------------------------------------------------------------------------- | ------------- | ----------- | ----------- | ------------- | ---- | ---- |
| 1 | Bé Trang Thư – Thúy Uyên     | "Applause" Sáng tác: Lady Gaga, Paul Blair, Dino Zisis, Nick Monson, Martin Bresso | Lady Gaga     | 11          | 10          | 9             | 30   | 3    |
| 2 | Bé Gia Quý – Khánh Ngọc      | "Bác Làm Vườn Và Con Chim Sâu" Sáng tác: Đức Hùng                                  | Trúc Nhân     | 9           | 9           | 10            | 28   | 4    |
| 3 | Bé Hoàng Quân – Khương Ngọc  | "Oh La Naw My Love" Sáng tác: Spydamonkee, Joey Boy                                | Mario Maurer  | 8           | 8           | 8             | 24   | 5    |
| 4 | Bé Bảo Ngọc – Phan Ngọc Luân | "Ô Kìa Đời Bỗng Vui" Sáng tác: Hoàng Thi Thơ                                       | Đàm Vĩnh Hưng | 10          | 11          | 11            | 31   | 2    |
| 5 | Bé Phương Mỹ Chi – Nam Cường | "Mẹ Tôi" Sáng tác: Minh Vy                                                         | Hà Phương     | 12          | 12          | 12            | 36   | 1    |
| 6 | Bé Minh Khang – Lan Phương   | "Growl" Sáng tác: Hyuk Shin, DK, Jordan Kyle, John Major, Jarah Gibson             | EXO           | 7           | 7           | 7             | 21   | 6    |

Tuần 10 (*)
| 1         | Bé Bảo Ngọc – Lan Phương      | "Có Một Cô Gái" Sáng tác: Chiung Yao. Lee Cheng Fan                                                                                            | Triệu Vy (vai Tiểu Yến Tử) | 9  | 10 | 9  | 28 | 4 |  |  |  |  |  |  |
| 2         | Bé Hoàng Quân – Thúy Uyên     | "Good Boy" Sáng tác: G-Dragon, The Fliptones                                                                                                   | Taeyang & G-Dragon         | 12 | 12 | 12 | 36 | 1 |  |  |  |  |  |  |
| 3         | Bé Gia Quý – Phan Ngọc Luân   | "Hotel California" Sáng tác: Don Felder, Don Henley, Gleen Frey                                                                                | Eagles                     | 11 | 11 | 11 | 33 | 2 |  |  |  |  |  |  |
| 4         | Bé Trang Thư – Khương Ngọc    | Liên khúc: "Câu Chuyện Tình Tôi" Sáng tác: Kim Tuấn "Nhật ký của mẹ" Sáng tác: Nguyễn Văn Chung                                                | Hiền Thục                  | 10 | 9  | 10 | 29 | 3 |  |  |  |  |  |  |
| 5         | Bé Phương Mỹ Chi – Khánh Ngọc | Liên khúc: "Huế Tình Yêu Của Tôi" Sáng tác: Trương Tuyết Mai - Thơ: Đỗ Thị Thanh Bình "Mưa trên phố Huế" Sáng tác: Minh Kỳ, Tôn Nữ Thụy Khương | Bảo Yến                    | 7  | 7  | 7  | 21 | 6 |  |  |  |  |  |  |
| 6         | Bé Minh Khang – Nam Cường     | "Đám Cưới Chuột" Sáng tác:Nhóm Gạt Tàn Đầy | Noo Phước Thịnh            | 8  | 8  | 8  | 24 | 5 |  |  |  |  |  |  |
|           |                               | |                            |    |    |    |    |   |  |  |  |  |  |  |
| Khách mời | Hà Thúy Anh                   | "Tóc Hát" Sáng tác: Võ Thiện Thanh |                            |    |    |    |    |   |  |  |  |  |  |  |

(*) Ở tuần 10, các thí sinh nhí sẽ hoán đổi để bắt cặp với các thí sinh lớn khác.
Tuần 11
| 1         | Bé Phương Mỹ Chi – Nam Cường | "Hoa Dại Bên Đường" Sáng tác: Lý Tuấn Hùng - Lời: Lâm Hoàng Khôn | Đặng Lệ Quân  | 12 | 12 | 12 | 36 | 1 |  |  |  |  |  |  |
| 2         | Bé Minh Khang – Lan Phương   | "Lemon Tree" Sáng tác: Peter Freudenthaler, Volker Hinkel        | Fools Garden  | 11 | 10 | 10 | 31 | 2 |  |  |  |  |  |  |
| 3         | Bé Bảo Ngọc – Phan Ngọc Luân | "Đôi Mắt Pleiku" Sáng tác: Nguyễn Cường                          | Siu Black     | 9  | 11 | 11 | 31 | 2 |  |  |  |  |  |  |
| 4         | Bé Trang Thư – Thúy Uyên     | "Giấc Mơ Trưa" Sáng tác: Giáng Son                               | Thùy Chi      | 7  | 7  | 8  | 22 | 6 |  |  |  |  |  |  |
| 5         | Bé Gia Quý – Khánh Ngọc      | "Hai Cô Tiên" Sáng tác: Only C, Clownd Hoàng (Hoàng Long)        | Isaac         | 10 | 9  | 9  | 28 | 4 |  |  |  |  |  |  |
| 6         | Bé Hoàng Quân – Khương Ngọc  | "Mẹ Tôi" Sáng tác: Lê Huy                                        | Quách Tuấn Du | 8  | 8  | 7  | 23 | 5 |  |  |  |  |  |  |
|           |                              |                                                                  |               |    |    |    |    |   |  |  |  |  |  |  |
| Khách mời | Bé Bảo An                    | Ba kể con nghe Sáng tác: Nguyễn Hải Phong                        |               |    |    |    |    |   |  |  |  |  |  |  |
| Khách mời | Chí Thiện                    | Ba kể con nghe Sáng tác: Nguyễn Hải Phong                        |               |    |    |    |    |   |  |  |  |  |  |  |

Tuần 12
| 1         | Bé Bảo Ngọc – Phan Ngọc Luân | "Hoa cỏ mùa xuân" Sáng tác: Bảo Chấn                       | Tóc Tiên                             | 10 | 9  | 10 | 29 | 4 |  |  |  |  |  |  |
| 2         | Bé Gia Quý – Khánh Ngọc      | "Bài ca trên núi" Sáng tác: Nguyễn Văn Thương              | Tùng Dương                           | 7  | 8  | 7  | 22 | 6 |  |  |  |  |  |  |
| 3         | Bé Minh Khang – Lan Phương   | "The Final Countdown" Sáng tác: Joey Tempest               | Europe                               | 9  | 12 | 12 | 33 | 2 |  |  |  |  |  |  |
| 4         | Bé Trang Thư – Thúy Uyên     | "Mẹ từ bi" Sáng tác: Chúc Linh - Thơ: Thích Từ Giang       | Hương Thủy                           | 11 | 10 | 9  | 30 | 3 |  |  |  |  |  |  |
| 5         | Bé Phương Mỹ Chi – Nam Cường | Trích đoạn: "Nhụy Kiều tướng quân" Sáng tác: Hoàng Anh Chi | NSƯT Diệu Hiền (vai Triệu Thị Trinh) | 12 | 11 | 11 | 34 | 1 |  |  |  |  |  |  |
| 6         | Bé Hoàng Quân – Khương Ngọc  | "Không phải dạng vừa đâu" Sáng tác: Sơn Tùng M-TP          | Sơn Tùng M-TP                        | 8  | 7  | 8  | 23 | 5 |  |  |  |  |  |  |
|           |                              |                                                            |                                      |    |    |    |    |   |  |  |  |  |  |  |
| Khách mời | Tiêu Châu Như Quỳnh          | "Quê Hương Mình" Sáng tác: Hoài An                         |                                      |    |    |    |    |   |  |  |  |  |  |  |

Chung kết
| 1         | Bé Bảo Ngọc – Phan Ngọc Luân | Trích đoạn cải lương: "Trần Quốc Toản ra quân" Sáng tác: Bạch Long                                                                 | Bạch Long                     | 2 |  |  |  |  |  |  |  |  |  |  |
| 2         | Bé Gia Quý – Khánh Ngọc      | "Ông hoàng mười" Lời cổ | Nghệ nhân dân gian Thanh Long | 3 |  |  |  |  |  |  |  |  |  |  |
| 3         | Bé Hoàng Quân – Khương Ngọc  | "Hát văn chầu bát" Lời cổ | Nghệ nhân Trọng Quỳnh         | 1 |  |  |  |  |  |  |  |  |  |  |
| 4         | Bé Phương Mỹ Chi – Nam Cường | Liên khúc: "Bạc Liêu hoài cổ" "Ngợi ca quê hương" Sáng tác: Thanh Sơn                                                              | Phi Nhung                     | 4 |  |  |  |  |  |  |  |  |  |  |
|           |                              | |                               |   |  |  |  |  |  |  |  |  |  |  |
| Khách mời | Bé Minh Khang – Lan Phương   | Liên khúc: "Daddy" Gangnam Style" Sáng tác: Yoo Gun-hyung, PSY                                                                     | PSY                           |   |  |  |  |  |  |  |  |  |  |  |
| Khách mời | Bé Trang Thư – Thúy Uyên     | "Firework" Sáng tác: Katy Perry, Mikkel S. Eriksen, Tor Erik Hermansen, Sandy Wilhelm, Ester Dean                                  | Katy Perry                    |   |  |  |  |  |  |  |  |  |  |  |
| Khách mời | Thanh Duy                    | "Tonight" Sáng tác: Thăng Long, Đại Nhân                                                                                           |                               |   |  |  |  |  |  |  |  |  |  |  |
| Khách mời | Nhật Thủy                    | Liên khúc: "Santa Claus Is Coming to Town" Sáng tác: John Frederick Coots, Haven Gillespie "Feliz Navidad Sáng tác: José Feliciano |                               |   |  |  |  |  |  |  |  |  |  |  |